# جون أليس
جون أليس (بالإنجليزية: John Allis)‏ مواليد 11 مايو 1942 في بوسطن، هو دراج أمريكي في صنف سباق الدراجات على الطريق. شارك في دورة الألعاب الأولمبية الصيفية.

## روابط خارجية
- جون أليس على موقع أرشيف الدراجات (الإنجليزية)
- جون أليس على موقع إحصائيات الدراجات الإحترافية (الإنجليزية)
- جون أليس على موقع أوليمبيديا (الإنجليزية)